# بترويورو
بترويورو (بالإنجليزية: Petroeuro)‏ هو مصطلح أطلق على تجارة النفط المباع باليورو بدلا من الدولار الأمريكي (بترودولار).

## أهم الأحداث التي جرت فيها عمليات بيع النفط باليورو
1. قيام العراق ببيع نفطها عام 2000م باليورو[1] حيث كانت فرنسا من الدول التي وافقت على شراء النفط مقابل اليورو[2]، وكان ذلك أحد الاسباب غير المباشر في قيام الولايات المتحدة باحتلال العراق والقضاء على نظامه.[3]
2. قيام إيران ببيع نفطها عام 2006م باليورو، وتقديمها مقترحاً إلى منظمة أوبك عام 2007م ببيع النفط بعملات أخرى غير الدولار.[4]
3. قيام دول[5] منظمة أوبك بالتشاور حول بيع النفط مقابل سلة من العملات الرئيسية بينها اليورو بعد تراجع سعر الدولار الأمريكي.[6]
4. تحالف روسيا مع الصين لإيقاف بيع النفط بالدولار واعتماد عملات أخرى بينها اليورو واليوان والروبل وانضمام إيران لهذا التحالف عام 2016م بعد رفع العقوبات.[4]

## توقعات مخاطر بيع النفط باليورو
1. اختلال سعر الدولار الأمريكي مقابل باقي العملات[7]، وتأثر الاقتصاد الأمريكي بشكل كبير قد يصل للانهيار وانخفاض قيمة سعر الدولار بحوالي 40%.[8]
2. تغيير الدول لاحتياطاتها النقدية لتكون سلة عملات وتقليص احتياطياتها من الدولار إلى اليورو.[9]